# غلن إلين (إلينوي)
غلن إلين (بالإنجليزية: Glen Ellyn, Illinois)‏ هي منطقة سكنية تقع في الولايات المتحدة في مقاطعة دوبيج. يقدر عدد سكانها بـ 27,450 نسمة .

## أعلام
- إيمي كارلسون
- بيل ايرز
- جون شورنا
- غريغ ميلر
- بوب ماكليود
- ليون دانيال
- بيل بولجر